# Peter Michiaki Nakamura
Peter Michiaki Nakamura (Saikai, 21 marzo 1962) è un arcivescovo cattolico giapponese, dal 28 dicembre 2021 arcivescovo metropolita di Nagasaki.

## Biografia

### Formazione e ministero sacerdotale
È stato alunno del seminario minore di Nagasaki e ha studiato filosofia e teologia nel seminario maggiore san Sulpizio in Fukuoka. Ordinato sacerdote il 19 marzo 1988, ha ricoperto poi diversi incarichi, tra i quali quello di formatore nel seminario minore dell'arcidiocesi di Nagasaki e nel seminario maggiore della diocesi di Fukuoka e quello di docente di teologia morale presso i seminari maggiori di Fukuoka e Tokyo. Nel 1994 ha conseguito la licenza in teologia morale presso l'Accademia alfonsiana di Roma.

### Ministero episcopale

Stemma da vescovo

Il 31 maggio 2019 papa Francesco lo ha nominato vescovo ausiliare di Nagasaki, assegnandogli la sede titolare di Fessei.
Ha ricevuto l'ordinazione episcopale il 16 settembre successivo presso la Cattedrale di Santa Maria di Nagasaki dall'arcivescovo metropolita di Nagasaki Joseph Mitsuaki Takami, P.S.S., co-consacranti l'arcivescovo metropolita di Osaka cardinale Thomas Aquino Manyo Maeda e il vescovo di Oita Paul Sueo Hamaguchi.
Il 28 dicembre 2021 papa Francesco lo ha promosso arcivescovo metropolita di Nagasaki; è succeduto a Joseph Mitsuaki Takami, P.S.S., dimessosi per raggiunti limiti d'età.
Ha preso possesso dell'arcidiocesi il 23 febbraio 2022, mentre il 29 giugno ha ricevuto il pallio in piazza san Pietro dal Santo Padre.
All'interno della Conferenza episcopale del Giappone è responsabile dello sportello HIV/AIDS.

## Genealogia episcopale e successione apostolica
La genealogia episcopale è:
- Cardinale Scipione Rebiba
- Cardinale Giulio Antonio Santori
- Cardinale Girolamo Bernerio, O.P.
- Arcivescovo Galeazzo Sanvitale
- Cardinale Ludovico Ludovisi
- Cardinale Luigi Caetani
- Cardinale Ulderico Carpegna
- Cardinale Paluzzo Paluzzi Altieri degli Albertoni
- Papa Benedetto XIII
- Papa Benedetto XIV
- Papa Clemente XIII
- Cardinale Marcantonio Colonna
- Cardinale Giacinto Sigismondo Gerdil, B.
- Cardinale Giulio Maria della Somaglia
- Cardinale Carlo Odescalchi, S.I.
- Vescovo Eugène de Mazenod, O.M.I.
- Cardinale Joseph Hippolyte Guibert, O.M.I.
- Cardinale François-Marie-Benjamin Richard de la Vergne
- Cardinale Pietro Gasparri
- Cardinale Clemente Micara
- Cardinale Jozef-Ernest Van Roey
- Cardinale Maximilien de Fürstenberg
- Cardinale Joseph Asjiro Satowaki
- Arcivescovo Francis Xavier Kaname Shimamoto, Ist. del Prado
- Arcivescovo Joseph Mitsuaki Takami, P.S.S.
- Arcivescovo Peter Michiaki Nakamura

La successione apostolica è:
- Vescovo Sulpizio Shinzo Moriyama (2022)